# Jombi tamjeong
Jombi tamjeong (좀비탐정?, 좀비探偵
?, Chombit'amjŏngMR; lett. "Detective zombi"), anche nota con il titolo internazionale Zombie Detective, è una serie televisiva sudcoreana trasmessa su KBS2 dal 21 settembre al 27 ottobre 2020.

## Trama
Svegliatosi un giorno come zombi e privo di ricordi del suo passato, Kang Min-ho ha assunto l'identità del detective privato Kim Moo-young per cercare di capire cosa sia successo, e per mescolarsi meglio con gli esseri umani ha imparato a camminare e parlare come loro, e copre le cicatrici che ha sul corpo con del trucco. È aiutato nelle indagini dalla sua assistente part-time Gong Sun-ji, un'ex giornalista investigativa che conosce il suo segreto.

## Personaggi e interpreti
- Kim Moo-young/Kang Min-ho, interpretato da Choi Jin-hyuk
- Gong Sun-ji, interpretata da Park Ju-hyun
- Cha Do-hyun, interpretato da Kwon Hwa-woon

## Accoglienza
La serie è stata apprezzata per la trama avvincente che mescola vari generi come commedia, thriller, varietà e drammatico, e per l'intesa tra gli attori principali.

## Riconoscimenti
- KBS Entertainment Award[5]
  - 2020 – Miglior sfida allo staff della serie